# Gamma Doradus

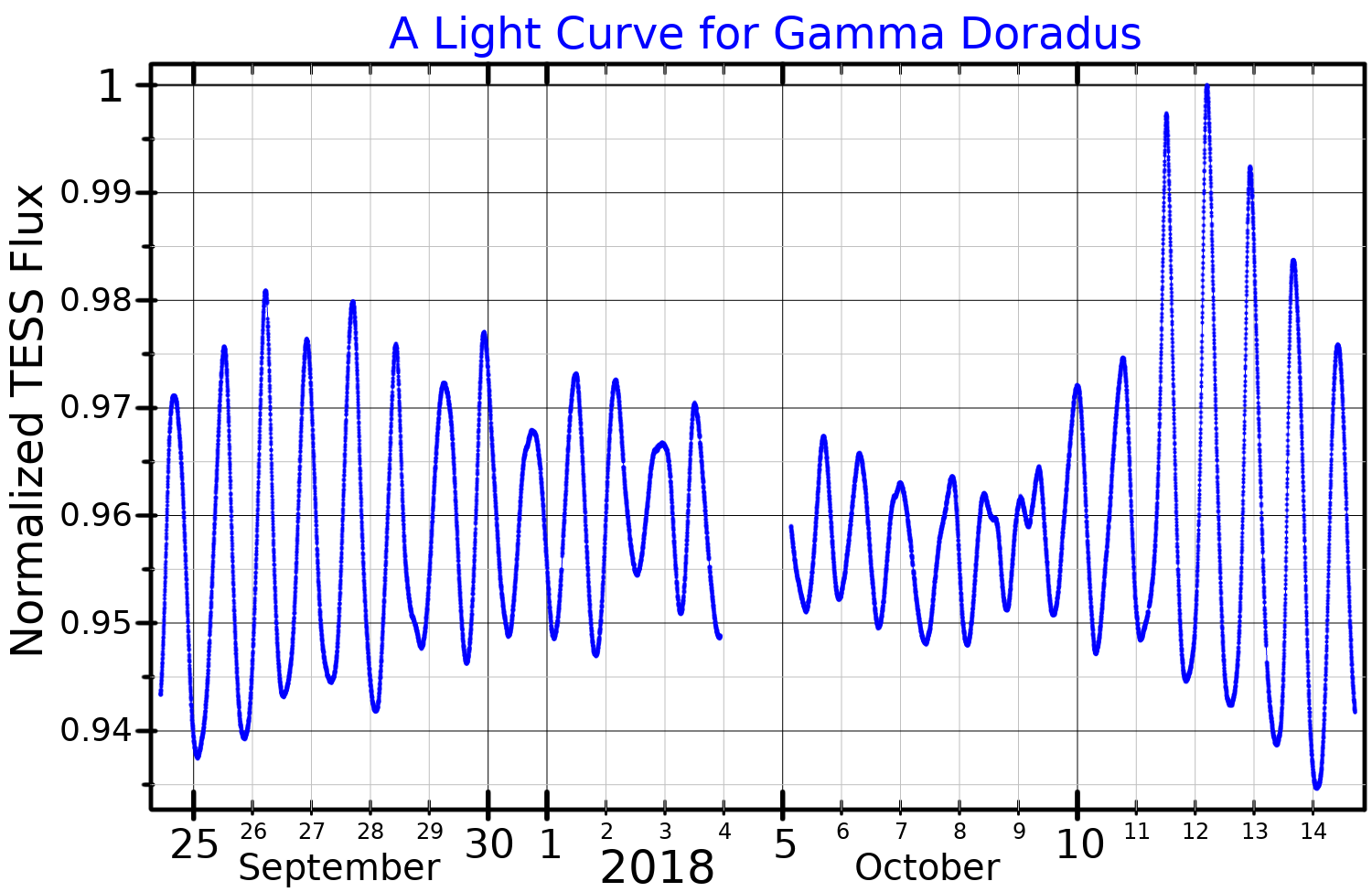
Gráfico con la curva de luz de la estrella Gamma Doradus.

Gamma Doradus (γ Dor / HD 27290 / HR 1338) es la tercera estrella más brillante de la constelación de Dorado después de α Doradus y β Doradus, con una magnitud aparente de +4,26. Se encuentra a 66 años luz de distancia del sistema solar.
Gamma Doradus es una estrella blanco-amarilla de la secuencia principal de tipo espectral F1V —a veces clasificada F0-F5V— y 7000 K de temperatura en su superficie. Su luminosidad es entre 6 y 7 veces mayor que la luminosidad solar. A partir de su luminosidad y temperatura se estima una masa para Gamma Doradus 1,6 veces mayor que la masa solar y un radio 1,7 veces más grande que el del Sol.
Gamma Doradus es una estrella variable cuyo brillo fluctúa entre +4,23 y +4,27, durante dos ciclos de 17,5 y 18,1 horas, siendo el prototipo de una clase de variables que llevan su nombre, variables Gamma Doradus. Son estrellas de menor masa y luminosidad que las variables Delta Scuti y presentan períodos de variación más largos que estas. Parece que los mecanismos de variación son diferentes en ambos tipos.